# Waterville, Kansas
Waterville là một thành phố thuộc quận Marshall, tiểu bang Kansas, Hoa Kỳ. Năm 2010, dân số của xã này là 680 người.